# Зінькович Митрофан Іванович
Митрофа́н Іва́нович Зінько́вич (нар. 1900 — пом. 1943) — радянський воєначальник часів Другої світової війни, командир 6-го гвардійського танкового корпусу, гвардії генерал-майор танкових військ (04.02.1943). Герой Радянського Союзу (1943).

## Життєпис
Народився 27 червня 1900 року в селі Печори Роднянської волості Климовицького повіту Могильовської губернії Російської імперії (нині — Костюковицького району Могильовської області Білорусі) в селянській родині. Білорус. Здобув початкову освіту.
У лавах РСЧА з травня 1919 року. Проходив службу в запасних полках, у жовтні того ж року дизертував, дістався Донбасу, де працював на шахті. Вдруге мобілізований у червні 1920 року. У серпні направлений на навчання, під час якого брав участь у придушенні повстанського руху в Україні.
У 1923 році закінчив 14-ту Полтавську піхотну школу, з вересня того ж року — командир відділення 3-го окремого радіобатальйону Українського військового округу (УВО). З березня 1924 року — командир відділення 2-ї телеграфної роти 6-го полку зв'язку. Член ВКП(б) з 1924 року. З квітня 1924 по червень 1930 року — командир взводу, помічник командира і командир роти 295-го стрілецького полку УВО.
У 1933 році закінчив Військову академію імені М. В. Фрунзе. З травня 1933 року — командир батальйону 4-ї окремої механізованої бригади Білоруського військового округу (БВО). З квітня 1935 року — начальник відділення штабу автобронетанкових військ БВО. З липня 1936 року — командир батальйону 5-ї механізованої бригади, а з вересня 1937 року — командир навчального танкового батальйону 4-ї танкової бригади того ж округу. З серпня 1939 року — начальник штабу 70-ї окремої легкої танкової бригади БВО. У вересні того ж року як командир 36-ї легкої танкової бригади 5-ї армії брав участь у вторгненні радянських військ до Польщі. З січня 1940 року брав участь у радянсько-фінській війні, виконуючи посаду начальника автобронетанкових військ Північно-Західного фронту. З липня 1940 року — начальник автобронетанкових військ 17-ї армії Забайкальського військового округу. З травня 1942 року — начальник штабу 3-ї танкової армії резерву Ставки ВГК.
На фронтах німецько-радянської війни з серпня 1942 року. Воював на Західному, Воронезькому, Брянському, Центральному та знову Воронезькому фронтах. З січня 1943 року — командир 12-го танкового корпусу, перетвореному у серпні 1943 року в 6-й гвардійський танковий корпус.
Особливо командир 6-го гвардійського танкового корпусу гвардії генерал-майор танкових військ М. І. Зінькович відзначився під час битви за Дніпро. У період з 22 по 24 вересня 1943 року він вміло і рішуче керував форсуванням річки Дніпро поблизу села Григорівка Канівського району Черкаської області і захопленням плацдарму, тим самим забезпечивши переправу всіх частин 6-го гвардійського танкового корпусу.
24 вересня 1943 року під час нальоту ворожої авіації був смертельно поранений і помер того ж дня. Похований у Сквері Слави міста Прилуки Чернігівської області.

## Нагороди
Указом Президії Верховної Ради СРСР від 17 листопада 1943 року «за зразкове виконання бойових завдань командування на фронті боротьби з німецькими загарбниками та виявлені при цьому відвагу і героїзм», гвардії генерал-майорові Зіньковичу Митрофану Івановичу присвоєне звання Героя Радянського Союзу (посмертно).
Нагороджений орденом Леніна, двома орденами Червоного Прапора, орденом Суворова 2-го ступеня і медалями.

## Пам'ять
У місті Костюковичі Могильовської області встановлено погруддя М. І. Зіньковича. Одна з вулиць міста носить його ім'я.